# George Clifton Peters
George Clifton Peters (ur. 6 maja 1894, zm. 29 września 1959) – as lotnictwa australijskiego Royal Australian Air Force z 7 potwierdzonymi  zwycięstwami w I wojnie światowej.
George Clifton Peters urodził się w Adelaidzie w Australii.  Zaciągnął się do Armii Australijskiej i został przetransportowany na Bliski Wschód.
Od początku 1918 roku został przyjęty do Royal Australian Air Force. Został przydzielony do No. 1 Squadron RAAF.
Pierwsze zwycięstwo powietrzne odniósł 15 kwietnia 1918 roku razem ze swoim obserwatorem  Jamesem Traillem.  Razem odnieśli 6 zwycięstw powietrznych w tym jedno podwójne 24 sierpnia 1918 roku. Ostatnie 7 zwycięstwo odniósł 22 września nad  samolotem DFW C w okolicach Deraa.
Po zakończeniu działań wojennych Peters powrócił do Australii, do cywila odszedł 5 marca 1919 roku w randze podpułkownika (Lieutenant Colonel).